# 小山岩次郎
もしかして
- 小山岩治郎

ではありませんか？